# 岩崎均史
岩崎 均史（いわさき ひとし、1953年 - ）は、日本美術史・文化史学者。

## 経歴
北海道生まれ。國學院大学 文学部史学科卒業後、1978年よりたばこと塩の博物館 に勤務、主席学芸員。2014年退職後、同年より練馬区立石神井公園ふるさと文化館館長。2015年より静岡市東海道広重美術館館長に就任。学習院大学、同大学院、成城大学、國學院大学大学院の非常勤講師なども務める。長年にわたる浮世絵研究及び展覧会の開催、学会への貢献など業績に対し第4回国際浮世絵学会賞受賞、研究報告「国立歴史民俗博物館蔵　洛中洛外図（E本）の考察〜先行版本挿絵との関係〜」にて第4回鹿島美術財団賞受賞（1997）。浮世絵版画の研究、中でも目で見る江戸のなぞなぞ「判じ絵」や江戸時代の年ごとに異なった月の大小を用いそれに趣向を凝らして絵や文の中に織り込んだ摺物「大小」研究の第一人者として知られる。また、数多くの展覧会を企画立案・監修など行っている。

## 著書
- 『落語の博物誌 江戸の文化を読む』吉川弘文館 歴史文化ライブラリー 2004
- 『江戸の判じ絵 これを判じてごろうじろ』小学館 2004
- 『江戸のなぞ絵』全3巻 汐文社 2009
- 『再びこれを判じてごろうじろ―江戸の判じ絵』たばこと塩の博物館 2012
- 『いろは判じ絵 江戸のエスプリ・なぞなぞ絵解き』青幻舎 2014
- 『江戸を楽しむ！絵ときなぞなぞ』PHP研究所 2016
- 『大小図輯』日本書誌学体系110 青裳堂書店 2021

## 共著
- 『広重と歩こう東海道五十三次』安村敏信共著 小学館 アートセレクション 2000
- 『喫煙具　日本の美術』小松大秀共著 至文堂 2000
- 『浮世絵大事典』国際浮世絵学会編 2008
- 『なぞなぞ？ことばあそび！！江戸の判じ絵と練馬の地口絵』練馬区立石神井公園ふるさと文化館 2016

## 論文
- CINII